# 서라벌레코드
서라벌레코드(徐羅伐RECORD)는 2004년까지 LP를 제작, 판매했던 업체이다. 대한민국에서 가장 마지막까지 남아있던 LP 제작 회사이기도 하다. 대표는 홍창규이다.
- 서라벌레코드의 음반 목록